# Tracey Needham
 (février 2019).
Tracey Needham, de son vrai nom Tracey Renee Needham, (née le 28 mars 1967 à Dallas, Texas) est une actrice américaine.
Elle est surtout connue pour ses rôles télévisés dans le rôle de Paige Thatcher dans Corky, un adolescent pas comme les autres durant les saisons 2 à 4 de la série (1990-1993), puis lors de la première saison de JAG en tant que le lieutenant Meg Austin (1995-1996) et l'inspecteur Candace DeLorenzo dans Division d'élite (2001-2003).

## Biographie

### Premiers pas
Tracey Renee Needham est née le 28 mars 1967 à Dallas, Texas, États-Unis, Amérique du Nord où son père était constructeur de maisons. Elle a trois frères. En 1975, quand Needham avait 8 ans, ses parents s'installèrent à Denver, au Colorado, le travail de son père nécessitant que la famille se déplace entre les deux villes.

### Les tailles
En 1980, agée de 13 ans, Tracey Needham mesure 1,80 m.

### Parcours
Plus tard au lycée, elle a eu pris très à cœur la remarque du directeur théâtral indiquant qu'elle était trop grande pour apparaître sur scène. Au lieu de cela elle fit partie de l'équipe technique. Après avoir terminé ses études secondaires, Needham a parcouru l'Europe et l'Australie.

### Carrière
En 1988, Needham se rend à Los Angeles pour étudier le jeu d'acteur et auditionner pour des rôles. Elle a fait ses débuts à la télévision sur La loi est la loi. Après d'autres cours de comédie, elle décroche le rôle de Paige Thatcher, la grande sœur, dans Corky , qui apparaît dans la deuxième saison de la série.
Plus tard, elle fait appel à ses propres expériences passées pour jouer le fort mais féminin lieutenant (jg) Meg Austin dans la première saison de JAG . En tant que star féminine d'une série d'action-aventure militaire, Needham tient le rôle d'un avocat de la marine qui est également un expert en armes informatiques.

### Vie privée
Needham a épousé l'acteur Tommy Hinkley en janvier 1995 et ils ont une fille, Katie, née en 1999.